# Prvački trofej 1990. (hokej na travi)
12. Prvački trofej se održao 1990. godine.

## Mjesto i vrijeme održavanja
Održao se od 17.  do 25. studenog 1990.
Utakmice su se igrale u State Hockey Centreu u Melbourneu u Australiji.

## Sudionici
Sudjelovali su domaćin Australija, SR Njemačka, Nizozemska, Pakistan, SSSR i Uj. Kraljevstvo.

## Natjecateljski sustav
Igralo se po jednostrukom ligaškom sustavu. Za pobjedu se dobivalo 2 boda, za neriješeno 1 bod, a za poraz nijedan bod. 

## Rezultati
1. kolo

 Nizozemska -  Uj. Kraljevstvo 5:0

 Pakistan -  SR Njemačka 6:3

 Australija -  SSSR 2:1
2. kolo

 SR Njemačka -  Uj. Kraljevstvo 1:0

 Nizozemska -  SSSR 1:0

 Australija -  Pakistan 3:0
3. kolo

 Nizozemska -  SR Njemačka 4:4

 Australija -  Uj. Kraljevstvo 4:2

 Pakistan -  SSSR 4:1
4. kolo

 Australija -  Nizozemska 3:2

 Uj. Kraljevstvo -  Pakistan 2:1

 SR Njemačka -  SSSR 3:0
5. kolo

 Nizozemska -  Pakistan 2:1

 SSSR -  Uj. Kraljevstvo 2:1

 SR Njemačka -  Australija 3:2

## Završni poredak
| Mj. | Momčad          | Ut | Pb | N | Pz | Pr | Ps | RP  | Bod |
| --- | --------------- | -- | -- | - | -- | -- | -- | --- | --- |
| 1.  | Australija      | 5  | 4  | 0 | 1  | 14 | 6  | +8  | 8   |
| 2.  | Nizozemska      | 5  | 3  | 1 | 1  | 14 | 8  | +6  | 7   |
| 3.  | SR Njemačka     | 5  | 3  | 1 | 1  | 14 | 12 | +2  | 7   |
| 4.  | Pakistan        | 5  | 2  | 0 | 3  | 12 | 11 | +1  | 4   |
| 5.  | SSSR            | 5  | 1  | 0 | 4  | 4  | 11 | –7  | 2   |
| 6.  | Uj. Kraljevstvo | 5  | 1  | 0 | 4  | 3  | 13 | –10 | 2   |

| Pobjednici             |
| ---------------------- |
| Australija Peti naslov |

## Najbolji sudionici
| Najbolji strijelac          |
| --------------------------- |
| Gijs Weterings (9 pogodaka) |